# Tomás Zerón
Tomás Zerón de Lucio (Ciudad de México, 7 de julio de 1962) es un exfuncionario público mexicano. Estuvo activo en temas de seguridad pública durante la administración de Felipe Calderón y de Enrique Peña Nieto. 
Desde 2019 es buscado por la justicia mexicana por diversas acusaciones; desde desvíos de recursos, tortura, ocultar pruebas y delitos contra la administración pública; sin embargo, huyó a Israel.

## Biografía

### Formación académica
Zerón estudió Administración Industrial en el Instituto Politécnico Nacional. Realizó un posgrado en Ciencias penales.

### Carrera en empresas privadas
En 1993, Zerón se desempeñó como tesorero en la Compañía Industrial de Parras. En 2002 fue director financiero en el Grupo Control de Riesgo, y en 2006 estuvo dos meses como director financiero en Construsistem.

### Administración pública
Durante el sexenio de Felipe Calderón, Zerón estuvo a cargo del Control policial de la Policía Federal Preventiva, en la Secretaría de Seguridad Pública, donde ingresó en 2007; ahí conoció a Genaro García Luna. Zerón no tenía experiencia previa en el servicio público ni en las labores de seguridad pública antes de ingresar a la Policía Federal Preventiva.
En el Estado de México fue funcionario en la Procuraduría de Justicia del Estado de México, colaborando con Alfredo Castillo Cervantes. Entró a la coordinación de Investigación y Análisis de la PGJEM, cuando Alfredo Castillo remplazó a Alberto Bazbaz, quien había sido sustituido por el caso de la muerte de Paulette Gebara Farah.
En el año 2013, durante el sexenio de Enrique Peña Nieto, dejó la administración local en el Estado de México, para ingresar a la dirección de la Agencia de Investigación Criminal (AIC), bajo el mando de la Procuraduría General de la República, que en ese momento estaba encabezado por Jesús Murillo Karam. Zerón estuvo en la dirección de la AIC hasta septiembre de 2016, fecha en que dimitió por los cuestionamientos de su función durante las investigaciones en el caso de la Desaparición forzada de Iguala de 2014.

## Controversias

### Cananea
En 2007, mientras Zerón era integrante de la Policía Federal Preventiva en la administración de Felipe Calderón, hubo un ataque en Cananea, Sonora. Varios policías, civiles y presuntos delincuentes resultaron muertos. En un reporte se señaló que los responsables de la policía permitieron que un comando armado se adueñara de la ciudad y atacara un cuartel de la policía, sin que los elementos policiales responsables hicieran algo. Por la falta de coordinación de la policía federal, Zerón fue destituido, y siguió su carrera en el Estado de México.

### Desaparición forzada de los 43 estudiantes de Ayotzinapa
Tomás Zerón fue el responsable de la investigación para determinar el paradero de los 43 estudiantes desaparecidos en Iguala, el 26 de septiembre de 2014. En 2015, Zerón interrogó a Felipe Rodríguez Salgado, alias El Cepillo, presunto integrante del grupo Guerreros Unidos, acusados de participar en la desaparición de los estudiantes. Durante el interrogatorio, Zerón amenazó a El Cepillo. En un video se muestra cómo el interrogado aparece sin camisa, con el rostro cubierto, y Zerón le dice: "A la primera mamada te mato, güey", cuando le retiran las esposas. En las investigaciones realizadas por Zerón el 28 y 20 de octubre de 2014, se detectó que fueron sembradas bolsas de plástico en el Río San Juan en Cocula, las cuales tendrían restos de la osamenta de Alexander Mora. En un video presentado por el Grupo Interdisciplinario de Expertos Independientes (GIEI) se ve a Zerón, en el Río San Juan, con una bolsa de plástico, un día antes de que fueran descubiertos los restos por las autoridades. Por estos motivos, Zerón fue acusado de violar el artículo tercero de la Ley Federal para Prevenir y Sancionar la Tortura, así como el artículo 225 del Código penal, por la alteración de pruebas en el caso de los 43 de Ayotzinapa.

### Desvío de 85 millones de dólares
Una investigación periodística reveló que durante la gestión de Zerón en la Procuraduría General de la República, hubo un desvío de 1,102 millones de pesos (equivalente a 85 millones de dólares), que servirían como parte del gasto de seguridad entre 2013 y 2014.

### Compra de software de espionaje
A través de una filtración de WikiLeaks de 2005, se relacionó a Tomás Zerón con la compra del malware Pegasus, desarrollado por NSO Group, adquirido por el gobierno mexicano, para realizar espionaje a políticos opositores, periodistas y activistas de la sociedad civil. En los correos filtrados, se señalaba a Zerón como el comprador definitivo del software de fabricación israelí. La compra de este software, lo llevó a tener una cercanía especial con empresarios israelíes, quienes después le brindaron protección. Sin embargo, el 19 de julio de 2021, Zvi Tal, embajador de Israel en México, señaló que era falso que el retraso en la extradición de Zerón tuviera una motivación política o diplomática. La Fiscalía General de la República señaló que tuvieron acceso a un disco duro proveniente de la empresa KBH TRACK, en el que hay pruebas de que se usó Pegasus de NSO Group para realizar espionaje telefónico durante la administración de Enrique Peña Nieto.

### Orden de aprehensión y ficha roja de la INTERPOL
En 2020, el canciller Marcelo Ebrard anunció que se había emitido una ficha roja a través de la Interpol para la captura de Zerón, quien en ese momento se encontraba en Canadá, por el delito de tortura en contra de posibles responsables en la desaparición forzada de 43 estudiantes de Ayotzinapa y de manipulación de evidencia en el mismo caso.
Zerón logró evadir la captura, refugiándose en Israel, país que no tiene tratado de extradición con México, y el cual se negó a entregar a Zerón, debido a las posturas de México en el conflicto de Israel con Palestina. Zerón solicitó asilo a Israel, pues señala que es un perseguido político.
En mayo de 2022, Calcalist informó que Zerón vivía en la torre Neve Tzedek, en Tel Aviv; un lujoso edificio en una zona tradicional. El departamento en el que vive tiene 70 metros cuadrados; posee un estacionamiento privado y un balcón. Además de que estaría protegido por el empresario David Avital, quien tiene negocios en México a través de la empresa MTRX Technologies, propiedad de Rayzone Group. Esta empresa desarrolló un sistema de rastreo de teléfonos inteligentes que vende a agencias de inteligencia, autoridades policiacas, que incluye a las mexicanas.
El 18 de agosto de 2022, durante la conferencia de prensa de la presentación del Informe de la Comisión para la Verdad y Acceso a la Justicia del caso Ayotzinapa, Alejandro Encinas señaló que autoridades mexicanas tuvieron contacto con los abogados de Zerón, y el 16 y 17 de febrero tuvieron un encuentro en Tel Aviv, en el que le ofrecieron un criterio de oportunidad si cooperaba en el caso. Zerón rechazó el ofrecimiento realizado por las autoridades.
En noviembre de 2022, una jueza le negó un amparo, por lo que la orden de aprehensión en su contra continúa.

### Campaña de desinformación en las redes sociales
Utilizó el servicio de la empresa israelí de desinformación "Team Jorge" para llevar a cabo una campaña en las redes sociales con el fin de embellecer su imagen y acusar de corrupción al presidente Andrés Manuel López Obrador.